# Денисов, Аким Алексеевич
Аким Алексеевич Денисов (31 августа (12 сентября) 1885, Васильево, Вольмарский уезд, Лифляндская губерния, Российская империя — 12 августа 1968, Москва, СССР) — советский государственный деятель. Председатель Всетатарской чрезвычайной комиссии (1921—1922), начальник Татарского областного отдела Государственного политического управления (1922), начальник Енисейского губернского отдела ГПУ (1923). Участник Февральской и Октябрьской революций, член КПСС с 1918 года, делегат восьми Всероссийских съездов Советов.

## Биография

### Молодые годы
Аким Алексеевич Денисов родился 31 августа (12 сентября) 1885 года, предположительно в селе Васильево Владимирского уезда Латвии. Из бедной крестьянской семьи, не имевшей земли — отец скончался когда Акиму было порядка десяти лет, мать всю жизнь работала прислугой.
Окончил лишь начальную городскую школу и рано начал работать, поступив 12-летним учеником к резчику по дереву и позолотчику — дальнейшие шестнадцать лет трудился в частных мастерских в Москве, Самаре, Астрахани, Казани. Принимал активное участие в революционном движении, в частности, в 1903 году был арестован в городе Красный Яр за распространение нелегальной литературы искровского направления. Во время революции 1905 года состоял в астраханской боевой дружине, посещал кружок по изучению запрещённой литературы, распространял листовки, а также был избран членом правления и казначеем новообразованного профсоюза деревообделочников. В годы реакции продолжал поддерживать связь с нелегальными группами, в 1909 году арестован в посёлке Форпост во время собрания рабочих в честь первого мая и просидел пять месяцев в астраханской тюрьме.
Проживая в Казани, во время Первой мировой войны был призван в царскую армию и направлен на службу во 2-й запасной артиллерийский дивизион 2-й запасной артбригады, базировавшейся в Каргопольских казармах на берегу озера Средний Кабан. Запасные части Казанского гарнизона формировались из солдат разных национальностей и считались наиболее революционными; так, Денисов участвовал в инициативной группе солдат, занимавших антивоенной агитацией и примыкавших к Коалиционному комитету революционных студентов Императорского Казанского университета, а также создал нелегальный кружок, поддерживавший связи с казанскими большевиками. С началом Февральской революции участвовал в демократизации армии, став членом бригадного и дивизионного комитетов, в марте 1917 года избрался депутатом Казанского городского Совета рабочих и солдатских депутатов, а затем вступил в партию социалистов-революционеров.

### Революция, гражданская война
В мае 1917 года на гарнизонном собрании выборщиков Денисов как старший фейерверкер 24-го лёгкого моторного дивизиона был избран делегатом 1-го Всероссийского съезда Советов крестьянских депутатов в Петрограде с целью защиты наказа Казанского губернского Совета крестьянских депутатов об отобрании земель у помещиков и передаче её в ведение крестьянских комитетов, не дожидаясь Учредительного собрания. Там он впервые увидел В. И. Ленина и воодушевился его речью по земельному вопросу, а по возвращении в Казань принял участие в активной мобилизации крестьянских масс на борьбу за землю, против «займа свободы» и за немедленное окончание войны. После июльских дней сблизился с Н. Е. Ершовым, приехавшим из Петрограда в Казань в июле 1917 года в связи с расформированием революционного 1-го пулемётного полка и постувшим на службу во 2-й артдивизион. В преддверии Октябрьской революции 1917 года участвовал в подготовке захвата власти советами, был членом группы по охране Ершова как предводителя вооружённого восстания в Казани, организовывал солдатские массы на борьбу с реакционным офицерством и юнкерами.

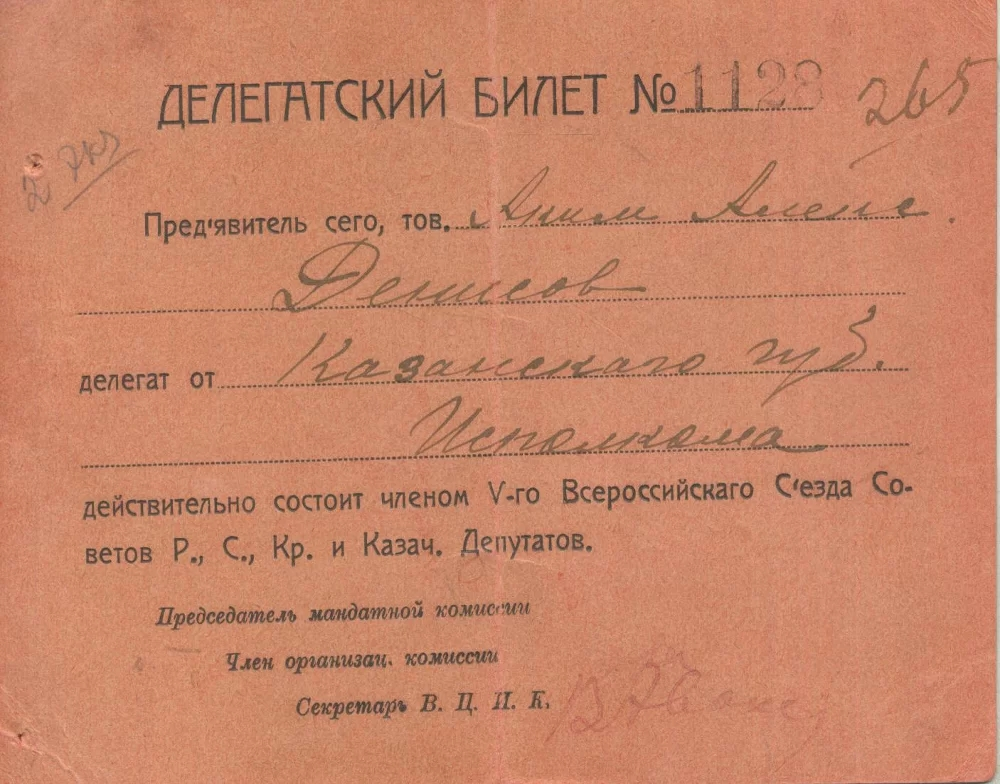
Мандат Денисова на 5-й Съезд Советов, 1918 год

После победы советской власти в ноябре 1917 года был делегатом Чрезвычайного и 2-го Всероссийского съездов Советов крестьянских депутатов, где поддержал ленинские призывы и декреты большинства. Состоял в военной организации левых эсеров — в Казанском военно-окружном комитете, пользовался большой популярностью среди солдат, при этом находился в «тесном контакте» с большевиками. В советской литературе близость Денисова к эсэрам объяснялась «недостаточностью марксисткого образования» и «отсутствием прочных связей с пролетариатом крупных промышленных предприятий» ввиду его работы в «полукустарных мастерских». В феврале 1918 года был избран делегатом съезда Советов Поволжья и Приуралья, созванного для противодействия созданию Урало-Волжского Штата — от левых эсеров являлся заместителем руководителя съезда Я. С. Шейнкмана. В 1918 году, уже после избрания Учредительного собрания, как депутат Казанского губернского совета был делегирован на 3-й Всероссийский съезд Советов, где слушал речь Ленина об повсеместном утверждении советской власти и проголосовал за принятие «Декларации прав трудящегося и эксплуатируемого народа». Летом того же года стал делегатом 5-го Всероссийского съезда Советов, совпавшего с восстанием левых эсеров, а также захватом Казани чехословаками и белых, что ускорило сближение Денисова с большевиками.

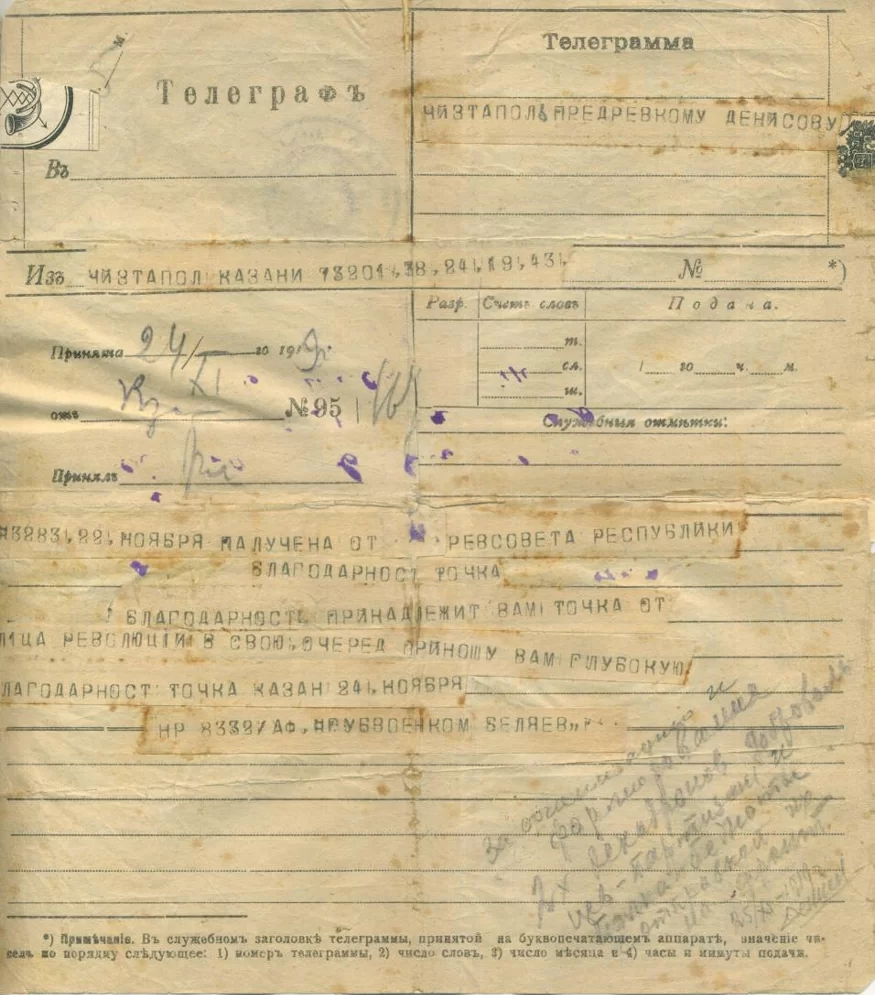
Телеграмма Реввоенсовета, 1919 год

В конце 1918 года вступил в РКП(б). Выполняя поручения губкома партии о борьбе с контрреволюцией во время вторжения колчаковских войск в Казанскую губернию, в марте 1919 года Денисов занял пост председателя Лаишевского уездного комитета РКП(б), а в мае стал председателем и революционного комитета. Здесь он занимался созданием оборонных укреплений для отпора белогвардейцам и вооружённых отрядов бедноты на борьбу с кулачеством, принимал меры по восстановлению советских и партийных учреждений на местах, курировал вопросы культурно-просветительной работы и организации ячеек коммунистического союза молодёжи, проводил мобилизацию продовольствия, в частности, участвовал в организации «дня сухаря» — сборе пайка для голодающих детей Москвы и Петрограда. В сентябре 1919 года Денисов стал временным полномочным комиссаром в Тетюшском уезде, возглавив работу по организации партийных ячеек и восстановлению советской власти. Оценив значительность этой партийной и военно-оперативной работы, осенью 1919 года губком направил Денисова в Чистополь, где положение было более сложным. С октября по ноябрь он занимал пост председателя президиума Чистопольского революционного комитета, сумев подготовить местными силами два кавалерийских эскадрона на лошадях со всем необходимым снаряжением для отправки на фронт, за что получил благодарность Реввоенсовета Татреспублики.

### В руководстве Татреспублики

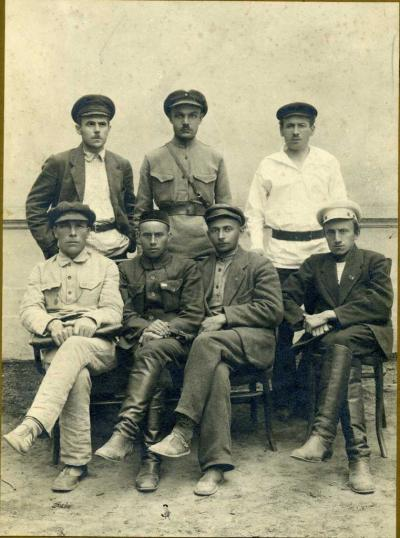
Президиум ТатЦИКа, 1920 год. Денисов — стоит первый слева

В 1920 году стал членом Исполнительного комитета Казанского городского Совета рабочих и красноармейских депутатов 7-го созыва, состоял в президиуме губисполкома, выступал с содержательными докладами и отчётами на фабриках, заводах и в воинских частях. В том же году назначен на пост заведующего Казанским городским отделом управления, выделенного из бывшего губернского и занимавшегося вопросами внутренних дел, в том числе организацией милиции. Также был председателем Всетаткомтруда, членом коллегии ЧК и внутренних дел, в частности, занимался вопросами улучшения быта рабочих и красноармейцев. Являлся делегатом 8-го (1920), 9-го (1921) и 10-го Всероссийских съездов Советов (1922).
После образования Автономной Татарской ССР 25 сентября 1920 года на Учредительном съезде Советов был избран в Центральный исполнительный комитет АТССР, а 28 сентября того же года на первом пленарном заседании стал членом Президума ЦИКа под председательством Б. Х. Мансурова. В 1920—1921 годах был заместителем председателя, а в 1921—1922 годах — председателем Всетатарской чрезвычайной комиссии по борьбе с контрреволюцией, спекуляцией и преступлениями при Совете народных комиссаров АТССР. После упразднения чрезвычайных комиссий, в феврале—марте 1922 года занимал пост начальника Государственного политического управления по Татреспублике. Его предшественником был Г. М. Иванов, а преемником — С. С. Шварц. Одновременно, состоял членом Татарского обкома РКП(б), а также его бюро.

### Участие в изъятии церковных ценностей
В 1919—1921 годах участвовал в ликвидации контрреволюционных настроений в уездах и кантонах Татреспублики, по заданию губкома партии занимался изъятием ценностей из церквей и монастырей. В марте 1922 года постановлением Президиум СНК АТССР назначен председателем чрезвычайной тройки, в которую также вошли ответственный секретарь Татобкома А. П. Галактионов и нарком финансов республики А. С. Гордеев, занявшиеся разработкой конкретного плана действий и созданием кантонных подкомиссий. Отвечая за соответствующую работу в Казани, в письме в обком Денисов выступил инициатором ряда жёстких мер. В частности, он предлагал действовать «путём разного рода налётов и нападений на церкви и нападений на хранилища церковного имущества и пр.» при «осторожной и конспиративной агентурной работе», указывая на то, что «означенная мера как наиболее конкретная, но опасная, требующая тщательной подготовки и секретности, между тем по своим результатам может быть чрезвычайно полезной, ибо в настоящее время какое-либо официальное постановление Правительства о сдаче церковного имущества церквами в пользование государства, по вполне понятным соображениям политического характера, не может быть проведено в жизнь».
Также Денисов предложил найти «авторитетный источник» для «попов и верующих», от которого должны были исходить «призыв и инициатива» в отсутствие публичной агитации со стороны «советских учреждений и организаций, а также советских или партийных работников». В частности, в отдельном разделе плана под названием «Использование агитации духовенства», он выдвинул идею «приручить к себе и завлечь на свою сторону двоих или троих представителей духовенства в Казани», которые «под контролем и руководством Ч.К.» вели бы агитацию в пользу сдачи церковных ценностей на помощь голодающему «„православному народу“ (аналогия с Мининым и Пожарским)». Данная инициатива вызвала резкую реакцию митрополита Казанского и Свияжского Кирилла (Смирнова), который в разговоре с Денисовым заявил, что «за время революции очень много лили грязи на духовенство, а теперь зовете нас к себе на службу», но «этого этого не будет»: «Я лично не хочу исполнять роль полицейского, прокладывающего путь работе комиссии по изъятию ценностей, и за последствия история нас может жестоко осудить».
Подготовленный Денисовым план был одобрен Татарским обкомом, однако против него решительно выступило Политбюро ЦК РКП(б). Предварительно запретив ему все действия по экспроприации, заместитель председателя ГПУ И. С. Уншлихт направил ответственному секретарю ЦК В. М. Молотову письмо с приложением республиканского «Проэкта изъятия из рук частных лиц и не государственных организаций золотой и серебряной валюты и драгоценных изделий из золота и серебра» за подписью Денисова и рекомендовал его отменить, «сделав соответствующее внушение Бюро о недопустимости проведения таким образом, серьезной операции, могущей, по мнению Г.П.У. вызвать нежелательные явления». В итоге, ЦК РКП(б) в составе Л. Б. Каменева, И. В. Сталина, Г. Е. Зиновьева и Молотова постановил «отменить пост. Татобкома о методах изъятия ценностей, объявив ему выговор за принятие подобного решения», а «Денисова сместить». В партийном руководстве проект чекистов Татреспублики оценили как «политически безграмотный и бестактный» документ, меры которого могут вызвать «возмутительное непонимание всей кампании» и «огромное раздражение верующих». В дальнейшем Денисов пытался опротестовать данное решение, но не преуспел.
В итоге, всего через несколько дней после осуждения Денисова, Политбюро ЦК РКП(б) приняло постановление «Об организации изъятия церковных ценностей», которым объявлялось о жёстких и наступательных методах реквизиции. В частности, пострадал ряд монастырей Казани и Свияжска, были изъяты серебряные царские врата из Спасского монастыря и частично опустошена ризница Благовещенского собора — тем не менее, при Денисове всё-таки священнослужителям удалось отстоять часть богослужебных предметов, однако при его сменщике Шварце в работе комиссии возобладали иные тенденции. Так, он писал, что «в церквах и монастырях по возможности ничего не оставлять, несмотря ни на какие условия, в которых будет протекать изъятие», и всячески противодействовал экспертам, «всячески стремившихся отстоять и даже такие предметы, которые не имеют ни исторической, ни художественной ценности». По предположениям историков, вся произошедшая с Денисовым ситуация объясняется тем, что до середины марта 1922 года «экстремистские настроения в ЦК еще не взяли верх», а отход от жёстких мер при экспроприациях на тот момент был продиктован скорее тактическими соображениями, чем принципиальными.

### Дальнейшая работа
В феврале 1922 года постановлением Секретариата ЦК РКП(б) Денисов был перемещён в распоряжение чекистского полпредства в Туркестан, где работал начальником Особого отдела по охране границ. Во время пребывания в Средней Азии столкнулся с проблемой проведения земельной реформы, в частности, своём донесении в адрес полномочного представителя ГПУ и Турккомиссии при ВЦИК и СНК РСФСР отмечал, что «имущество русских… конфискуется», а «Ревтрибунал имеет в производстве 40 дел по обвинению в колонизаторстве». В дальнейшем работал в Красноярске, с февраля 1923 года занимал должность начальника Енисейского губернского отдела ГПУ, сменив Х. П. Щербака. Участвовал в ликвидации остатков эсеровских и меньшевистских организаций, семёновцев и колчаковцев, пережил два покушения.
В Красноярске Денисов оказался вовлечён в сведение счётов между двумя кликами партийных и советских чиновников, став жертвой как противостояния сибирского партцентра с властями губернии, так и интриг своих подчинённых-чекистов, недовольных прекращением практики кредитования сотрудников за счёт частных фирм. В частности, Полномочное представительство ОГПУ по Сибири обвинило его в неправильном расследовании дела Щербака, в необоснованной чистке органов кооперации и в методах работы, несоответствующих НЭПу, а Сибпартцентр попытался использовать дело Денисова с целью «поставить на место» склонный к «сепаратизму» Енисейский губком, который выступил против самого существования такой надстройки как Сиббюро ЦК РКП(б). В итоге, в июле 1923 года решением Сиббюро представительства ОГПУ Денисов был отозван с должности, тогда как новым начальником губотдела стал В. Ф. Тиунов, после чего секретарь губернского комитета Р. Я. Кисис заявил, что такой «порядок несогласованных перемещений работников… ведёт к подрыву авторитета самого губкома в организации».

Статья к 80-летию Акима Денисова, 1965 год

После окончания гражданской войны участвовал в восстановлении народного хозяйства, работал управляющим трестом «Загметалл» в Горьком, заместителем председателя акционерного общества «Севкавторг» и управляющим трестом «Автотрамвай» в Ростове-на-Дону. С началом индустриализации в 1932 году перевёлся на хозяйственную работу в Москву. В 1937 году окончил Московский машиностроительный институт, получив высшее техническое образование. Более 30 лет трудился в Высшем совете народного хозяйства, народном комиссариате тяжёлой промышленности, министерстве тракторного и сельхозмашиностроения.
В 1957 году в возрасте 72 лет вышел на пенсию. Являлся персональным пенсионером союзного значения, был руководителем литературного объединения старых большевиков-казанцев, часто приезжал в Казань с воспоминаниями о встречах с Лениным, писал статьи об истории казанской революции и гражданской войны. В 1965 году отметил 80-летний юбилей, а в 1967 году «в связи с 50-летием Великой Октябрьской революции» награждён орденом Ленина.
Аким Алексеевич Денисов скончался 12 августа 1968 года в Москве на 83-м году жизни. Похоронен в колумбарии Новодевичьего кладбища (секция 130, башня 1, № 23-4).